# 袋繐肩䲁
袋繐肩鳚（学名：Cirripectes perustus），又名袋頸鬚鳚、狗鰷，为輻鰭魚綱鳚形目鳚科繐肩鳚属的鱼类。分布印度太平洋，從東非至吉里巴斯、臺灣、帛琉等海域，深度0至25公尺，本魚體延長呈長橢圓形，略側扁，頭圓鈍，下唇內側光滑，外側有褶皺，上唇小圓齒36-48，鰓耙23-28，頭部感覺孔系統簡單，眶上觸鬚6-23，鼻觸鬚5-25，頸棘30-46條，胸鰭有5條腹鰭條，尖端為紅色；虹膜為黃色橢圓形，以瞳孔為中心，其餘部分為銀白色。雌魚頭部和身體為灰色至黃褐色，帶有紅色斑點，後部變為深褐色；從上唇到頸背，穿過眼眶，有一條淺色斜條紋；胸鰭棕色。雄魚無斑點，前部為黃色，後部為紅棕色；胸鰭黃色，背鰭膜與尾鰭相連，第一棘與第二棘高度大致相同背鰭硬棘11-12枚、背鰭軟條14-15枚、臀鰭硬棘2枚、臀鰭軟條14-16枚，體長可達8.2公分，棲息在臨海的潮間帶及岩礁區，以藻類、碎屑和小型無脊椎動物為食，雌魚產附著性卵，雄魚會守護卵，幼魚為浮游性。该物种的模式产地在Malindi。